# Bluffdale
Bluffdale es una ciudad en el condado de Salt Lake, estado de Utah, Estados Unidos. Según el censo de 2000 la población era de 4.700 habitantes. Se estima que en 2004 se habrá incrementado hasta los 6087 habitantes.

## Geografía
Bluffdale se encuentra en las coordenadas 40°28′24″N 111°56′40″O / 40.47333, -111.94444.
De acuerdo con la oficina del censo de Estados Unidos, la ciudad tiene un área total de 42,6 km². No tiene superficie cubierta de agua.
Bluffdale comparte frontera con las ciudades del Herriman al noroeste, Riverton al norte, y Draper al este.

## Demografía
Según el censo de 2000, había 4700 habitantes, 1112 casas y 1028 familias residían en la ciudad. La densidad de población era 110,4 habitantes/km². Había 1141 unidades de alojamiento con una densidad media de 26,8 unidades/km².
La máscara racial de la ciudad era 96,96 % blanco, 0,23 % afroamericano, 0,28 % indio americano, 0,23 % asiático, 0,26 % de las islas del Pacífico, 1,19 % de otras razas y 0,85 % de dos o más razas. Los hispanos o latinos de cualquier raza eran el 3,34 % de la población.
Había 1112 casas, de las cuales el 61,0 % tenía niños menores de 18 años, el 86,1 % eran matrimonios, el 3,9 % tenía un cabeza de familia femenino sin marido, y el 7,5 % no son familia. El 5,5 % de todas las casas tenían un único residente y el 2,5 % tenía sólo residentes mayores de 65 años. El promedio de habitantes por hogar era de 4,23 y el tamaño medio de familia era de 4,39.
El 41,3 % de los residentes es menor de 18 años, el 10,1 % tiene edades entre los 18 y 24 años, el 27,8 % entre los 25 y 44, el 16,2 % entre los 45 y 64, y el 4,6 % tiene 65 años o más. La media de edad es 23 años. Por cada 100 mujeres había 101,6 hombres. Por cada 100 mujeres de 18 años o más, había 102,7 hombres.
El ingreso medio por casa en la ciudad era de 66 615$, y el ingreso medio para una familia era de 66 910$. Los hombres tenían un ingreso medio de 50 136$ contra 23 469$ de las mujeres. Los ingresos per cápita para la ciudad eran de 17 813$. Aproximadamente ninguna familias y el 0,2 % de la población está por debajo del nivel de pobreza, incluyendo a ningún menor de 18 años y a ningún mayor de 65.